# Melvin Zais
Melvin Zais (8 mai 1916 - 7 mai 1981) était un Général de l'US Army pendant la Guerre du Viêt Nam.